# ريتشارد دانا
ريتشارد دانا (بالإنجليزية: Richard Dana)‏ هو محامي أمريكي، ولد في 1700 في كامبريدج في الولايات المتحدة، وتوفي في 1772.